# Arissana Pataxó
Arissana Pataxó es el seudónimo utilizado por Arissana Braz (Porto Seguro, 1983) artista visual, educadora y gestora cultural brasileña.

## Trayectoria
Nació en Porto Seguro y es parte del pueblo indígena Pataxó. Fue profesora durante tres años en una escuela para su pueblo, en Coroa Vermelha. En 2009 se licenció en Bellas Artes por la Universidad Federal de Bahía (UFBA). Posteriormente, cursó estudios de posgrado en Estudios Étnicos y Africanos en la UFBA. Impartió clases de arte a su propio pueblo, los pataxó, y a otros pueblos indígenas de la región de Bahía. Vive y trabaja en Santa Cruz Cabrália.
Su primera exposición individual, Sob o olhar Pataxó, tuvo lugar en 2007 en el Museo de Arqueología y Etnología de la UFBA en Salvador, Bahía. Desde entonces ha participado en varias exposiciones, como el Salón Regional de Artes Visuales de Porto Seguro en 2009, la exposición internacional Eco Arte en el Museo de Arte de Montenegro en 2011 o en la exposición itinerante Mira ! Artes Visuales Contemporáneas de los Pueblos Indígenas en Belo Horizonte y Brasilia.
Su tríptico de 2020, Indigente, indi(o)gente, indigen(a)-te, aborda la eliminación de la identidad indígena. Las intervenciones que hace en esta serie de retratos en blanco y negro del siglo XIX pueden leerse como un comentario sobre la eliminación forzada y la invisibilización de la indigeneidad en la historia colonial y reciente de Brasil. En 2022, exhibió Hãhãw Pataxó: From What Place Are You Looking? en el Museo de Arte Moderno de Río de Janeiro.
En febrero de 2024, fue la comisaria de la exposición de reapertura, tras más de cinco años cerrado, del Museo Indígena Pataxó. Ese mismo año, la exposición titulada Ka’a Pûera: we are walking birds, curada por Pataxó junto a Denilson Baniwa y Gustavo Caboco Wapichana, se presentó, en el Pabellón Hãhãwpuá, como se denomina al Pabellón de Brasil, en la 60.ª Bienal de Venecia.

## Premios y reconocimientos
Fue nominada al Premio de Investigación Profesional en Arte en 2016, más conocido como Premio PIPA y obtuvo el 2º lugar en Pipa Online de ese mismo año.